# Радио 100
Радио 100 — челябинская радиостанция, позиционирующая себя как "позитивная радиостанция класса люкс", преимущественно с зарубежной поп-музыкой. Вещает на частоте 100,0 МГц с 7 ноября 2010 года. Официальный слоган радиостанции - "Музыка высшей пробы". Формат — Adult Contemporary (AC), современная музыка для взрослых от классического рока до релакс композиций. Музыкальная подборка включает в себя преимущественно лучшие западные песни последних 25 лет, мировые бестселлеры, а также эксклюзивные композиции, которые можно услышать только в Челябинске.

## История

### Предыстория радиостанции
Частота 100,0 МГц появилась 1 мая 2004 года, до 6 ноября 2010 года на этой частоте вещало «Абсолютное радио».

### Начало эфира
В полночь на 7 ноября 2010 года началось вещание «Радио 100». 
Радиостанция допущена к освещению отмены занятий в челябинских школах, туда же допущены только радиостанции «Южный Урал» и «Русское радио».

### Структура и особенности эфира
Радио 100 - музыкальная радиостанция. Большую часть эфирного времени занимает музыка. В будние дни с 7 утра и до 20 часов вечера и в выходные с 09 утра и до 15 часов дня каждый эфирный час начинают короткие новости региона и мира. Из музыки в эфире преобладают западные песни последние 25 лет, релакс композиции и классический рок. Помимо этого радиостанция производит собственные конкурсы, познавательные и развлекательные программы.

## Программы радиостанции
City news - городские новости
World news - новости России и мира
Exclusive news - эксклюзивные новости из мира шоу-бизнеса, кино и музыки
Прогноз погоды - актуальная информация о климатических условиях в регионе
В моем стиле - интервью с известными челябинцами о музыке
Brand book - история торговых марок
Rendez-vous - познавательная информация про уникальные места
Мир на вкус - интересные факты о блюдах мировой кухни
Афиша - анонс интересных событий города
ProФото - диалоги об искусстве фотографии
Language Time - перевод и разбор текстов мировых зарубежных хитов
Мировые шедевры - интересные факты о шедеврах мировой культуры
Cover ville - ежедневная рубрика, в которой можно услышать кавер-версии популярных хитов
Люкс тайм - музыкальная рубрика, где можно услышать композиции в жанрах: джаз, блюз и релакс
Мир на вкус - программа, где можно узнать о разных экзотических блюдах и рецептах

## Команда
Главный редактор - Кристина Вовченко
Ведущие музыкального эфира - Алексей Воронин и Ольга Деева
Ведущий новостей - Даниил Вычегжанин  
Редактор информационной службы - Антон Образцов

## Вещание
Радиостанция вещает в Челябинске на частоте 100,0 МГц, в городе Куса на 101,1 МГц, а также частично в Челябинской области.
С замены «Абсолютного радио» на «Радио 100» последовала волна замен радиостанций и резкого сокращения рока в челябинском радиодиапазоне. Произошли закрытия: Народного Хита (1 декабря 2010 года, с 22 марта здесь вещает Вести FM - Южный Урал), Радио ОТВ (21 марта 2011 года, заменён на Business FM), Кекс FM (4 апреля 2011 года, с 8 апреля 2011 года — Радио Дача) — таким образом, из рок-станций в Челябинске осталось лишь Наше радио.